# Xian de Wulian
Le xian de Wulian (五莲县 ; pinyin : Wǔlián Xiàn) est un district administratif de la province du Shandong en Chine. Il est placé sous la juridiction de la ville-préfecture de Rizhao.

## Démographie
La population du district était de 511 558 habitants en 1999.